# Kerguelenplateau

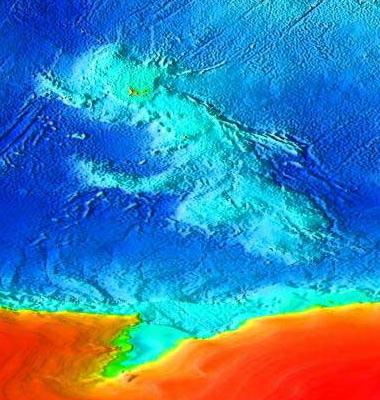
Topografie van het plateau; blauw is diep en rood is ondiep. Onderaan de afbeelding bevindt zich Antarctica

Het Kerguelenplateau is een vrijwel geheel onderzees gelegen microcontinent dat bestaat uit vulkanisch gesteente. Het gebied dat ongeveer drie keer zo groot is als Japan, is gelegen in de Indische Oceaan ten noorden van Antarctica en 3000 kilometer ten zuidwesten van Australië. De lengte van het plateau van noordwest naar zuidoost is meer dan 2200 km en het ligt tussen de 1000 en 2000 meter onder zeeniveau.
Enkele delen van het plateau steken boven het zeeniveau uit; de Kerguelen-archipel, Heardeiland en McDonaldeilanden. Op de laatstgenoemde eilanden vindt nog steeds vulkanisme plaats.
Het plateau is ontstaan toen de Kerguelen-hotspot actief was, tijdens het opbreken van Gondwana, zo'n 130 miljoen jaar geleden.

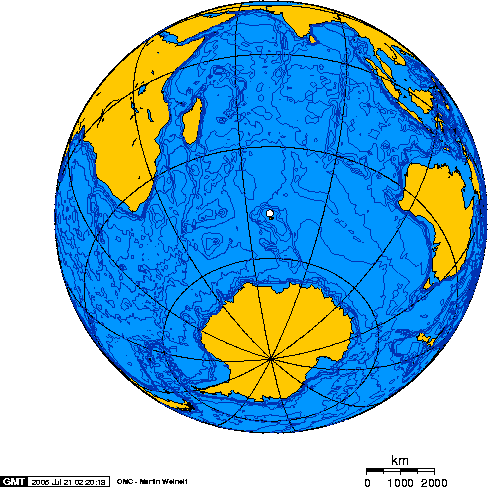
Ligging van het plateau. De witte stip is het Kerguelen hoofdeiland

## Paleocontinent
Tijdens het Krijt werd een hotspot actief die grote hoeveelheden uitvloeiingsgesteente produceerde. De vondst van bodemlagen met steenkool en conglomeraten suggereert dat dit basaltische vulkanisme boven water plaatsvond. Tijdens het vroege Eoceen zou het plateau bedekt zijn door een tropische flora en fauna.